# Integritätsring
In der Algebra ist ein Integritätsring oder Integritätsbereich ein vom Nullring verschiedener nullteilerfreier kommutativer Ring mit einem Einselement.
Alternativ kann man einen Integritätsring definieren als einen kommutativen Ring mit 1, in dem das Nullideal {\displaystyle \lbrace 0\rbrace } ein Primideal ist, oder als einen Teilring eines Körpers. Es gibt auch eine abgeschwächte Definition, in der kein Einselement gefordert wird, sondern nur, dass es wenigstens ein von Null verschiedenes Element in dem Ring gibt. Viele Sätze über Integritätsringe benötigen jedoch eine Eins, deshalb wird diese Eigenschaft meist mit in die Definition aufgenommen.

## Beispiele
- Das bekannteste Beispiel ist der Ring {\displaystyle \mathbb {Z} } der ganzen Zahlen.
- Jeder Körper ist ein Integritätsring. Umgekehrt ist jeder artinsche Integritätsring ein Körper. Insbesondere ist jeder endliche Integritätsring ein endlicher Körper: Leicht verifiziert man, dass für ein {\displaystyle a\in R\setminus \{0\}} die Abbildung {\displaystyle \varphi \colon R\rightarrow R,r\mapsto ar} injektiv ist. Da {\displaystyle R} endlich ist, folgt die Bijektivität von {\displaystyle \varphi }. Es existiert also ein eindeutiges Element {\displaystyle b} aus {\displaystyle R}, sodass {\displaystyle 1=\varphi (b)=ab}. Da {\displaystyle a} beliebig bis auf von Null verschieden gewählt wurde, folgt, dass jedes {\displaystyle a} ein Inverses in {\displaystyle R} besitzt, also, dass {\displaystyle R} ein Körper ist.
- Ein Polynomring ist genau dann ein Integritätsring, wenn die Koeffizienten aus einem Integritätsring stammen. Zum Beispiel ist der Ring {\displaystyle \mathbb {Z} [X]} der Polynome mit ganzzahligen Koeffizienten ein Integritätsring, ebenso der Ring {\displaystyle \mathbb {R} [X,Y]} der reellen Polynome in zwei Variablen.
- Der Ring aller reellen Zahlen der Form {\displaystyle a+b{\sqrt {2}}} mit ganzen Zahlen {\displaystyle a,b} ist ein Integritätsring, da er Teilring von {\displaystyle \mathbb {R} } ist. Allgemein ist der Ganzheitsring eines Algebraischen Zahlkörpers immer ein Integritätsring.
- Sind {\displaystyle R} ein kommutativer Ring mit 1 und {\displaystyle P\triangleleft R} ein Ideal, so ist der Faktorring {\displaystyle R/P} genau dann ein Integritätsring, wenn {\displaystyle P} ein Primideal in {\displaystyle R} ist. So ist der Restklassenring {\displaystyle \mathbb {Z} /n\mathbb {Z} } (für {\displaystyle n>0}) genau dann ein Integritätsring, wenn {\displaystyle n} eine Primzahl ist.
- Ist {\displaystyle U\subseteq \mathbb {C} } ein Gebiet (eine zusammenhängende, offene und nicht-leere Teilmenge) in den komplexen Zahlen, so ist der Ring {\displaystyle \operatorname {H} (U)} der holomorphen Funktionen {\displaystyle f\colon U\to \mathbb {C} } ein Integritätsring.
- Zu einem Integritätsring {\displaystyle R} und einer natürlichen Zahl {\displaystyle n} ist der Matrizenring {\displaystyle R^{n\times n}} genau dann ein Integritätsring, wenn {\displaystyle n=1} gilt.

## Teilbarkeit
Sind {\displaystyle a} und {\displaystyle b} Elemente des Integritätsrings {\displaystyle R}, dann nennt man {\displaystyle a} einen Teiler von {\displaystyle b} und {\displaystyle b} ein Vielfaches von {\displaystyle a} (und sagt auch: {\displaystyle a} teilt {\displaystyle b}), wenn es ein Element {\displaystyle x} in {\displaystyle R} gibt, so dass {\displaystyle ax=b}. Man schreibt dann {\displaystyle a\mid b}, andernfalls {\displaystyle a\nmid b}.
Es gelten die folgenden Teilbarkeitsregeln:
- Gelten {\displaystyle a\mid b} und {\displaystyle b\mid c}, dann folgt daraus {\displaystyle a\mid c}.
- Gilt {\displaystyle a\mid b}, dann gilt auch {\displaystyle a\mid bc} für jedes {\displaystyle c\in R}, insbesondere auch {\displaystyle a\mid -b}.
- Gelten {\displaystyle a\mid b} und {\displaystyle a\mid c}, dann gelten auch {\displaystyle a\mid b+c} und {\displaystyle a\mid b{-}c}.

Die erste Regel besagt, dass Teilbarkeit transitiv ist. Die zweite und dritte Regel besagen, dass die Menge {\displaystyle aR} der Vielfachen eines Elementes {\displaystyle a} ein Ideal in {\displaystyle R} bildet; dieses wird auch als {\displaystyle (a)} notiert.

## Einheiten
Ringelemente, die Teiler der 1 sind, heißen Einheiten von {\displaystyle R}. Die Einheiten sind identisch mit den invertierbaren Elementen und teilen alle anderen Elemente. Die Menge der Einheiten von {\displaystyle R} wird mit {\displaystyle R^{*}} bezeichnet und bildet zusammen mit der Ringmultiplikation als Verknüpfung eine abelsche Gruppe – die sogenannte Einheitengruppe von {\displaystyle R}. Ein Ringelement, das keine Einheit ist, heißt Nichteinheit.
Eine endliche Untergruppe der Einheitengruppe eines Integritätsringes ist immer zyklisch. Diese Aussage wird falsch, wenn man auf die Nullteilerfreiheit verzichtet. So ist die Einheitengruppe von {\displaystyle \mathbb {Z} /8\mathbb {Z} } selbst endlich und nicht zyklisch. Die Aussage wird ebenso falsch, wenn man die Nullteilerfreiheit aufrechterhält, aber auf die Kommutativität verzichtet: Die Quaternionengruppe {\displaystyle Q_{8}} ist eine endliche Untergruppe der Einheitengruppe des nullteilerfreien, aber nicht kommutativen Rings der Quaternionen {\displaystyle \mathbb {H} } und nicht zyklisch.

## Assoziierte Elemente
Gelten {\displaystyle a\mid b} und {\displaystyle b\mid a}, dann heißen {\displaystyle a} und {\displaystyle b} zueinander assoziiert. Zwei Ringelemente {\displaystyle a} und {\displaystyle b} sind genau dann assoziiert, wenn es eine Einheit {\displaystyle u} gibt, sodass {\displaystyle au=b}.

## Irreduzibilität
Ein Element heißt reduzibel, wenn es eine Einheit oder ein Produkt zweier (nicht notwendig verschiedener) Nichteinheiten ist, andernfalls heißt es irreduzibel.

## Primelemente
Ein Element {\displaystyle p} heißt Primelement (oder kurz prim), falls {\displaystyle p} weder 0 noch eine Einheit ist und außerdem gilt: Aus {\displaystyle p\mid ab} folgt {\displaystyle p\mid a} oder {\displaystyle p\mid b}. Das Hauptideal {\displaystyle (p)} ist dann ein Primideal. Ist andersherum das Hauptideal {\displaystyle (p)} einer von Null verschiedenen Nichteinheit {\displaystyle p} ein Primideal, so ist {\displaystyle p} prim. (Das Nullideal ist in Integritätsringen ein Primideal, die Hauptideale von Einheiten sind schon der gesamte Ring.)

## Zusammenhang zwischen primen und irreduziblen Elementen
Jedes Primelement ist irreduzibel (für diese Aussage wird die Nullteilerfreiheit des Rings benötigt), aber nicht immer ist jedes irreduzible Element prim. Im Ring {\displaystyle \mathbb {Z} [{\sqrt {-5}}]} sind {\displaystyle 2}, {\displaystyle 3}, {\displaystyle 1+{\sqrt {-5}}} und {\displaystyle 1-{\sqrt {-5}}} irreduzibel, aber nicht prim: Zum Beispiel teilt {\displaystyle 3} weder {\displaystyle 1+{\sqrt {-5}}} noch {\displaystyle 1-{\sqrt {-5}}}, aber deren Produkt.
In Hauptidealringen und allgemeiner in faktoriellen Ringen stimmen jedoch beide Begriffe überein. So werden in {\displaystyle \mathbb {Z} } die Primzahlen üblicherweise nur als positive, irreduzible Elemente von {\displaystyle \mathbb {Z} } definiert. Diese Elemente sind jedoch auch Primelemente, da {\displaystyle \mathbb {Z} } faktoriell und somit jedes irreduzible Element prim ist. Es sind jedoch auch noch die negativen Pendants der Primzahlen Primelemente, woran man sieht, dass der Begriff des Primelements allgemeiner gefasst ist als der Begriff der Primzahl.

## Quotientenkörper
Ist {\displaystyle R} ein Integritätsring, dann existiert ein kleinster Körper {\displaystyle \operatorname {Quot} (R),} der {\displaystyle R} als Teilring enthält. Der Körper {\displaystyle \operatorname {Quot} (R)} ist bis auf Isomorphie eindeutig bestimmt und heißt Quotientenkörper von {\displaystyle R}.
Seine Elemente haben die Form {\displaystyle {\tfrac {a}{b}}} mit {\displaystyle a,b\in R,b\neq 0.} Der Quotientenkörper ist ein Beispiel einer Konstruktion mit einem Integritätsring, in dem keine Eins (in der Definition des Integritätsringes) benötigt wird, sondern lediglich irgendein von Null verschiedenes Element.
Der Quotientenkörper des Rings der ganzen Zahlen ist der Körper der rationalen Zahlen. Der Quotientenkörper eines Körpers ist der Körper selbst.
Alternativ kann man Quotientenkörper über Lokalisierungen von {\displaystyle R} nach dem Nullideal {\displaystyle \lbrace 0\rbrace } konstruieren.
Abstrakt definiert man Quotientenkörper durch folgende universelle Eigenschaft:
Ein Quotientenkörper eines Ringes {\displaystyle R} ist ein Paar {\displaystyle (K,\phi )} aus einem Körper K und einem Ringhomomorphismus {\displaystyle \phi } von {\displaystyle R} nach {\displaystyle K} mit der Eigenschaft, dass es für jeden Körper {\displaystyle L} mit Ringhomomorphismus {\displaystyle \psi \colon R\to L} genau einen Körperhomomorphismus {\displaystyle \alpha \colon K\to L} mit {\displaystyle \psi =\alpha \circ \phi } gibt.

## Charakteristik
Die Charakteristik eines Integritätsrings ist entweder 0 oder eine Primzahl, denn besitzt ein Ring eine Charakteristik {\displaystyle c=k\cdot l}, dann folgt
{\displaystyle \sum _{i=1}^{c}1=\sum _{i=1}^{k\cdot l}1=\left(\sum _{i=1}^{k}1\right)\cdot \left(\sum _{i=1}^{l}1\right)=0},
woraus (aufgrund der Nullteilerfreiheit) entweder {\displaystyle \textstyle \sum _{i=1}^{k}1=0} oder {\displaystyle \textstyle \sum _{i=1}^{l}1=0} folgt. Dies ist aber bereits die Definition der Charakteristik (kleinstes {\displaystyle n} mit {\displaystyle \textstyle \sum _{i=1}^{n}1=0}), weshalb entweder {\displaystyle k=c} oder {\displaystyle l=c} ist und {\displaystyle c} somit prim ist. Man beachte, dass für diesen Beweis nicht unbedingt ein Integritätsring (genauer: die Kommutativität eines Ringes) notwendig ist, ein nullteilerfreier Ring mit 1 reicht bereits.
Ist {\displaystyle R} ein Integritätsring mit der Primzahl-Charakteristik {\displaystyle p}, dann ist die Abbildung {\displaystyle f\colon R\to R,\;x\mapsto x^{p}} ein injektiver Ringhomomorphismus und heißt Frobeniushomomorphismus. Ist der betrachtete Ring endlich, so ist {\displaystyle f} sogar bijektiv, also ein Automorphismus.